# Chemin de fer à crémaillère de Stuttgart
Le chemin de fer à crémaillère de Stuttgart ((de) Zahnradbahn Stuttgart), localement surnommé Zacke, est un tramway à crémaillère, mis en service en 1884.

## Histoire
La mise en service a eu lieu le 23 août 1884.

## Technique
À l'origine en traction à vapeur, la ligne a été électrifiée en 1921.

### Données techniques
- Longueur exploitée : 2,2 km
- Dénivelé : 210 mètres
- Rampe max. : 178 ‰ (accès au dépôt : 200 ‰)

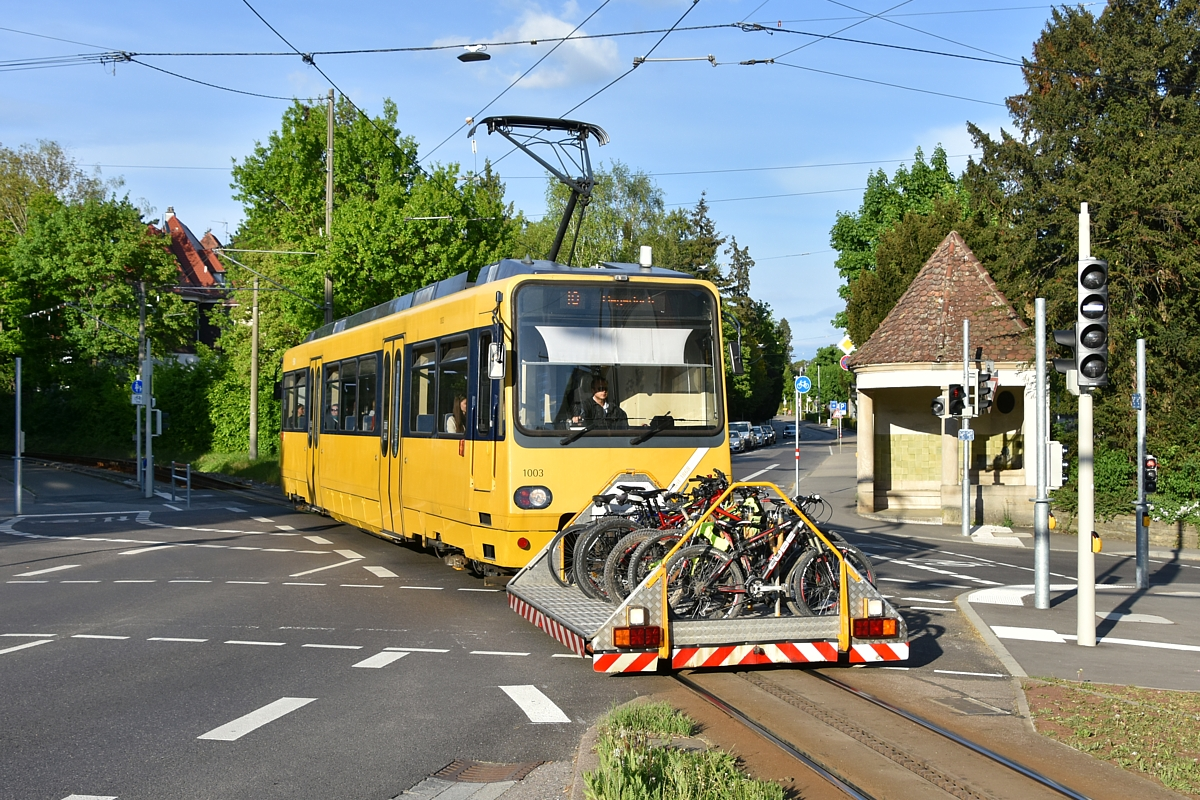
Automotrice n° 1003 franchissant le carrefour Jahnstraße/Karl-Pfaff-Straße, arrivant à l'arrêt Zahnradbahnhof.

- Écartement des rails : 1000 mm
- Crémaillère : Riggenbach

### Automotrices actuelles
- Type : Bauart ZT 4
- Nombre : 3 (n° 1001 à 1003) :
  - 1001 : Heslach
  - 1002 : Degerloch
  - 1003 : Helene
- Construction : 1982
- Rénovation : 2000-2002
- Actualisation : 2010
- Constructeur : MAN, SLM